# Ancien cimetière de Saint-Pierre
L'ancien cimetière de Saint-Pierre (en estonien : Vana-Peetri kalmistu) est un cimetière du quartier Ülejõe de Tartu en Estonie. 

## Présentation
Le cimetière est situé à l'intersection de la rue Puiestee tänav et de la rue Ujula tänav sur le versant de la vallée bordant l'affleurement du cimetière du côté de la rivière.
Le cimetière est le cimetière de la paroisse de Saint-Pierre. 
Le cimetière a été fondé en 1892.
Entre autres, Konrad Mägi et Ado Vabbe, ainsi qu'Aleksander Eisenschmidt, Enn Raa, Valve Janov, le fabricant de meubles de Tartu Johan Busch et le pédiatre Harry Busch sont enterrés dans ce cimetière.
Dans les années 1930, des cadavres disséqués dans l'ancien bâtiment d’anatomie (plus de 30 par an) étaient enterrés dans un fosse commune du cimetière chaque année en mai ou juin.